# كارماكس (يوكون)
كارماكس (بالإنجليزية: Carmacks, Yukon)‏ هي بلدة تقع في كندا في يوكون (إقليم). يقدر عدد سكانها بـ 503 نسمة .

## المناخ
يظهر الجدول التالي التغييرات المناخية على مدار السنة لكارماكس:
| البيانات المناخية لـكارماكس          | البيانات المناخية لـكارماكس | البيانات المناخية لـكارماكس | البيانات المناخية لـكارماكس | البيانات المناخية لـكارماكس | البيانات المناخية لـكارماكس | البيانات المناخية لـكارماكس | البيانات المناخية لـكارماكس | البيانات المناخية لـكارماكس | البيانات المناخية لـكارماكس | البيانات المناخية لـكارماكس | البيانات المناخية لـكارماكس | البيانات المناخية لـكارماكس | البيانات المناخية لـكارماكس |
| الشهر                                | يناير                       | فبراير                      | مارس                        | أبريل                       | مايو                        | يونيو                       | يوليو                       | أغسطس                       | سبتمبر                      | أكتوبر                      | نوفمبر                      | ديسمبر                      | المعدل السنوي               |
| ------------------------------------ | --------------------------- | --------------------------- | --------------------------- | --------------------------- | --------------------------- | --------------------------- | --------------------------- | --------------------------- | --------------------------- | --------------------------- | --------------------------- | --------------------------- | --------------------------- |
| الدرجة القصوى °م (°ف)                | 6.0 (42.8)                  | 12.8 (55.0)                 | 14.4 (57.9)                 | 23.3 (73.9)                 | 35.0 (95.0)                 | 35.0 (95.0)                 | 31.7 (89.1)                 | 32.0 (89.6)                 | 27.0 (80.6)                 | 18.3 (64.9)                 | 12.8 (55.0)                 | 8.0 (46.4)                  | 35.0 (95.0)                 |
| متوسط درجة الحرارة الكبرى °م (°ف)    | −23.8 (−10.8)               | −12.1 (10.2)                | —                           | —                           | 14.5 (58.1)                 | 20.3 (68.5)                 | 21.9 (71.4)                 | 19.6 (67.3)                 | 13.3 (55.9)                 | 3.1 (37.6)                  | −10.7 (12.7)                | −20.1 (−4.2)                | —                           |
| المتوسط اليومي °م (°ف)               | −28.6 (−19.5)               | −18.2 (−0.8)                | —                           | —                           | 7.2 (45.0)                  | 12.9 (55.2)                 | 14.8 (58.6)                 | 12.5 (54.5)                 | 6.9 (44.4)                  | −1.6 (29.1)                 | −14.7 (5.5)                 | −24.7 (−12.5)               | —                           |
| متوسط درجة الحرارة الصغرى °م (°ف)    | −33.6 (−28.5)               | −25.3 (−13.5)               | —                           | —                           | −0.2 (31.6)                 | 5.3 (41.5)                  | 7.6 (45.7)                  | 5.3 (41.5)                  | 0.4 (32.7)                  | −6.3 (20.7)                 | −19.0 (−2.2)                | −29.6 (−21.3)               | —                           |
| أدنى درجة حرارة °م (°ف)              | −57.8 (−72.0)               | −57.2 (−71.0)               | −50.0 (−58.0)               | −32.0 (−25.6)               | −12.2 (10.0)                | −3.9 (25.0)                 | −1.1 (30.0)                 | −5.0 (23.0)                 | −16.5 (2.3)                 | −32.5 (−26.5)               | −46.7 (−52.1)               | −54.4 (−65.9)               | −57.8 (−72.0)               |
| الهطول مم (إنش)                      | 17.9 (0.70)                 | 12.3 (0.48)                 | 7.0 (0.28)                  | 6.8 (0.27)                  | 20.1 (0.79)                 | 34.5 (1.36)                 | 55.1 (2.17)                 | 39.4 (1.55)                 | 30.6 (1.20)                 | 9.5 (0.37)                  | 18.3 (0.72)                 | 15.3 (0.60)                 | 276.7 (10.89)               |
| المصدر: 1961-1990 Environment Canada |                             |                             |                             |                             |                             |                             |                             |                             |                             |                             |                             |                             |                             |